# Frontière entre l'Égypte et l'Union européenne
La frontière entre l'Égypte et l'Union européenne est depuis le 1er janvier 1981, date d'adhésion de la Grèce à la Communauté économique européenne, la frontière délimitant les territoires voisins sur lesquels s'exerce la souveraineté de l'Égypte ou de l'un des États-membres de l'Union européenne. Elle est entièrement maritime. 

## Historique
Cette frontière est entièrement maritime. Du 1er janvier 1981 au 30 avril 2004, elle se superpose à la frontière entre l'Égypte et la Grèce. Depuis l'adhésion de Chypre à l'Union européenne, cette frontière, toujours entièrement maritime s'est allongée de 303 km.

## Relations entre l'Union européenne et l'Égypte
L'Union européenne et l'Égypte entretiennent des relations diplomatiques. Les sujets débattus concernent notamment le contrôle de l'immigration en direction de l'Europe. En mars 2024, Ursula von der Leyen et plusieurs dirigeants européens se rendent en Égypte pour signer un accord migratoire avec le président égyptien Abdel Fattah al-Sissi, prévoyant un partenariat de 7,4 milliards d'euros. Le texte est critiqué notamment en raison de l'autoritarisme et des violations des droits humains commises en Égypte.